# Lengede-Medaille
Die Lengede-Medaille wurde an die Helfer beim Grubenunglück von Lengede verliehen. Vergeben wurde sie 1964 von der Ilseder Hütte AG, dem Betreiber der Eisenerzgrube. Es ist somit kein Orden oder Ehrenzeichen im Sinne des deutschen Gesetzes über Titel, Orden und Ehrenzeichen.

Lengede-Medaille: Vorder- und Rückseite

Die Medaille erhielten die Einsatzkräfte von Feuer- und Grubenwehr, THW, DRK und anderer Hilfsorganisationen, Mitarbeiter der beteiligten Bohr- und Spezialfirmen sowie Tontechniker des NDR, die die Kommunikation mit den eingeschlossenen Kumpeln ermöglichten.
Die Medaille ist rund mit einem Durchmesser von 60 mm; sie trägt auf der Vorderseite die Inschrift „Ilseder Hütte – Dank für Hilfe in Lengede“ und auf der Rückseite einen stilisierten Bohrkopf mit dem Datum des Unglücks „24. Oktober“ sowie dem Datum der Rettung der elf eingeschlossenen Bergleute „7. November 1963“.
Die Medaille ist untergebracht in einer Schachtel aus Pappe mit blauer Samteinlage. Im aufklappbaren Deckel der Schachtel ist der Text „Wir danken für Ihre selbstlose Hilfe bei dem schweren Grubenunglück in Lengede 24.10.–7.11.1963 – Ilseder Hütte“ zu lesen.